# Sohodol (okręg Bacău)
Sohodol – wieś w Rumunii, w okręgu Bacău, w gminie Măgura. W 2011 roku liczyła 411 mieszkańców.